# 北海道道603号浦臼停车场线
北海道道603号浦臼停车场线（日语：北海道道603号浦臼停車場線）是一条位于北海道桦户郡浦臼町的普通道级道路（北海道道）。

## 道路概况
- 起点：北海道桦户郡浦臼町浦臼（JR北海道浦臼站）
- 終点：北海道桦户郡浦臼町浦臼
- 总距离：0.2千米

## 经过的自治体
- 空知综合振兴局
  - 桦户郡浦臼町

## 主要连接道路
- 国道275号（终点）

## 历史
- 1968年（昭和43年）3月30日 - 路線勘定（北海道告示第568号）